# Товариство українських поступовців
Товариство Українських Поступовців (ТУП) — таємна політична і громадська організація українців в Російській імперії, конгломерат партій. Була заснована у 1908 році з ініціативи членів колишньої Української Демократично-Радикальної Партії для координації українського національного руху і його оборони від наступу російського уряду і російського націоналізму в добу реакції після розпуску Другої Державної Думи (червень 1907). Члени ТУП під час Української революції посіли ключові посади в Центральній Раді Української Народної Республіки.

## Склад та ідеологія
До ТУП належали, крім демократ-радикалів, частина соціалістів-демократів і безпартійних. ТУП очолювала обирана на щорічних з'їздах рада, до якої входили Михайло Грушевський, Євген Чикаленко, Ілля Шраг, Сергій Єфремов, Петро Стебницький, Симон Петлюра, Володимир Винниченко, Никифір Григоріїв, Федір Матушевський, Дмитро Дорошенко, В'ячеслав Прокопович, Андрій В'язлов, Федір Штейнґель, Михайло Тишкевич, Людмила Старицька-Черняхівська, Григорій Голоскевич та інші.
Осередком створення ТУП був Український клуб. У Києві перебувала Централя ТУП та кілька її філій — «громад». Централя координувала працю «громад ТУП» в Україні, а також у Петербурзі (2 громади) і Москві. ТУП мало за головну мету обороняти здобуті надбання українства і домагатися нових. Як мінімальну програму поставлено українізацію народного шкільництва, навчання української мови, літератури й історії в середній і вищих школах України, допущення української мови в громадських установах, суді й церкві.
Політичною платформою ТУП була вимога автономії України та визнання принципів конституційного парламентаризму. ТУП до 1917 року керувало власне всім українським рухом на Наддніпрянщині; серед інших координувало працю «Просвіт», різних культурно-освітніх клубів, тісно співпрацювало з Українським Науковим Товариством у Києві; йому належала Українська книгарня в Києві (колишнє видавництво «Киевская Старина»). Неофіційними органами ТУП були в Києві щоденник «Рада» й журнал «Украинская Жизнь» у Москві.
ТУП (зокрема його громади в Петербурзі) підтримувало добрі взаємини з опозицією в III і IV Думах, особливо з лідерами Конституційно-Демократичної Партії (П. Мілюковим, М. Некрасовим) та групою автономістів-федералістів (В. Обнінським), які визнавали за українцями право на національно-культурний розвиток, а також з російськими вченими О. Шахматовим, Ф. Коршем та С. Мельгуновим.
Мета цієї партії була у автономізації України, але до повної самостійності вони не закликали.
У вересні 1914 року ТУП зайняло нейтральну позицію щодо війни та воюючих сторін (одночасно негативно оцінюючи проросійську декларацію «Украинской Жизни»), у листопаді 1914 року поставилося з застереженням до діяльності Союзу Визволення України. Наприкінці 1914 року серед членів ТУП почалися арешти (насамперед заарештовано М. Грушевського). У грудні 1916 року ТУП видало декларацію «Наша позиція», яка висловлювалася «за демократичну автономію України, гарантовану також федерацією рівноправних народів»; у січні 1917 року позитивно відгукнулося на мирові заходи президента США В. Вільсона, висловлюючи «волю українського народу до самостійного розвитку».
Після лютневої (березневої) революції ТУП скликало 17 березня 1917 року у Києві нараду представників українських організацій і партій, на якій засновано Українську Центральну Раду. Останній з'їзд ТУП у Києві 7 квітня 1917 року ухвалив змагатися легальними шляхами за здійснення автономії України й ТУП перейменувалося на Союз Українських Автономістів-Федералістів, який у червні 1917 року було перетворено на Українську Партію Соціалістів-Федералістів.